# Huangfu Song
Huángfǔ Sōng (Chinois traditionnel : 皇甫嵩 ; chinois simplifié : 皇甫嵩 ; ? – ca.195) était un ministre chinois de la fin de la dynastie Han en Chine antique. Il fut reconnu, entre autres, pour les nombreuses campagnes victorieuses qu'il mena contre le mouvement rebelle des Turbans jaunes. Vers la fin de sa carrière, il occupa des positions parmi les plus hautes de la sphère hiérarchique du gouvernement.

## Biographie
Lors du commencement de l’insurrection des Turbans Jaunes en l’an 184, Huángfǔ Sōng, alors Grand Administrateur de Beidi, suggéra à l’empereur Ling de mettre fin à la proscription des factieux, de même que de distribuer davantage les ressources du palais à l’armée. Ses conseils furent suivis et peu après, en tant que Général des gentilshommes de la Maison de la gauche, il partit avec Zhu Jun réprimer les Turbans Jaunes dans le district de Yingchuan à la tête d’une force combinée comptant 40 000 hommes.
À la suite de la défaite de Zhu Jun, il alla prendre la ville de Changshe, dans laquelle il fut assiégé. Les rebelles étant supérieurs en nombre, il dirigea une attaque de feu remarquable contre ces derniers et avec l’aide de Cao Cao et Zhu Jun, compléta la victoire en anéantissant l’ennemi. Pour cette victoire, Huángfǔ Sōng fut nommé marquis d’un district chef. Animé d’une grande sympathie et compassion envers ses soldats, il sortit vainqueur à chaque fois des combats.
Par après, il continua à s’illustrer en combattant les Turbans Jaunes aux côtés de Zhu Jun et vainquirent ensemble les chefs rebelles Bo Cai et Peng Tuo, pacifiant les districts de Yingchuan, Runan et Chen. Sur décret impérial, il reçut ensuite l’ordre de réprimer les rebelles dans le district de Dong, ce qu’il fit avec succès, capturant le chef ennemi Bu Si. Il alla ensuite attaquer le chef du mouvement Zhang Jue et ses frères à Guangzong. Il écrasa les forces de Zhang Liang et prit la tête de ce dernier alors que des dizaines de milliers de rebelles moururent noyés dans le fleuve Jaune.
Pendant ce temps Zhang Jue succomba à la maladie. Huángfǔ Sōng fit ouvrir son cercueil et retira la tête du cadavre pour ensuite l’expédier à la capitale. Enfin, il mena l’assaut final contre Zhang Bao à Xiaquyang et encore une fois victorieux, il prit la tête du leader et tua ou captura plus d’une centaine de milliers d’hommes. Pour l’ensemble de ces exploits, il fut nommé Général des chars et de la cavalerie de la gauche, Protecteur de la province de Ji et marquis de Huaili. Il se mit ensuite à dos deux des dix eunuques et en l’an 185, fut démis de ses fonctions de Général des chars et de la cavalerie.
En l’an 188, il fut nommé Général de la gauche afin d’opposer les forces de Wang Guo à Chencang, dans l'ouest, avec autorité sur Dong Zhuo, ce qu’il fit avec succès, s’attirant du même coup la hargne de ce dernier. À la suite de la montée au pouvoir de Dong Zhuo dans les années qui suivirent, Huángfǔ Sōng se rangea, refusant de prendre de l’initiative contre le despote.
En l’an 192, il récupéra son titre de Général des chars et de la cavalerie et quelques mois après devint Grand commandant, puis fut démis de ses fonctions à nouveau.
Après la mort de Dong Zhuo, Huángfǔ Sōng servit Wang Yun à des postes civils et cérémoniels, puis mourut de maladie en 195.

## Son personnage dans le roman
Bien que Huángfǔ Sōng ait été une figure historique marquante de son époque, le roman Histoire des Trois Royaumes écrit par Luo Guanzhong au XIVe siècle et qui décrit avec un mélange histoire/fiction les événements menant à la chute des Han, ne fait pas de lui un personnage majeur.
Ses exploits auprès des Turbans Jaunes sont décrits brièvement dans les deux premiers chapitres du livre. Enfin, au chapitre 9, après l'assassinat de Dong Zhuo, il est envoyé par Wang Yun s'emparer de la cité de Mei, aux côtés de Lü Bu et Li Su.